# Pezosiren
Pezosiren portelli è una estinta specie di Sirenide vissuta nel medio Eocene circa 50 milioni di anni fa.

## Etimologia
Il nome del genere, Pezosiren, è composto da due parole della lingua greca antica πεζός (pezos), che significa "sui piedi", e Σειρήν (Seirēn), latinizzato in "Siren"", i mitici animali dal corpo di donna e la coda di pesce, indicando quindi una sirena che si muoveva sui piedi.

## Descrizione
L'animale, ritrovato in Giamaica dal paleontologo Daryl P. Domning nel 2001, era pienamente adattato alla locomozione a terra, grazie alla presenza di quattro zampe ben sviluppate saldamente collegate alla spina dorsale e alle articolazioni sacroiliache forti per sostenerne il peso, ma trascorreva la maggior parte del tempo in mare grazie a specializzazioni come l'arretramento dell'apertura nasale e la presenza di costole dense e gonfie.
Doveva avere uno stile di vita anfibio simile a quello di ippopotamo.
Tipico caso di forma di transizione, al pari dei più celebrati antenati dei Cetacei, come loro il Pezosiren nuotava con un movimento "a pagaia" reso possibile dall'estensione del midollo spinale e dalla contemporanea riduzione del pelvico in maniera completamente diversa dai successivi Sirenii che invece si avvarranno della coda come principale organo di propulsione.